# Johann Schober
Johann Schober, född 14 november 1874 i Perg, Oberösterreich, död 19 augusti 1932 i Baden vid Wien, var en österrikisk ämbetsman och politiker.
Schober anställdes 1898 vid Wiens polisväsen, blev 1914 statspolisens chef och 1918 president i Wiens polisdirektion. Som polispresident visade han mycken takt och energi under de svåra förhållandena åren närmast efter första världskriget, bekämpade ihärdigt handeln på den svarta marknaden och försökte framgångsrikt återställa säkerheten för liv och egendom. Han valdes i juni 1921 till förbundskansler och bildade en partilös ämbetsmannaministär, i vilken det stortyska partiet och de kristligt-sociala företräddes av var sin förtroendeman. 
Schober ledde förhandlingarna om överlämnande av Burgenland till Österrike och slöt 16 december 1921 i Prag ett fördrag med Tjeckoslovakien (om bland annat ömsesidig territorialgaranti och neutralitet, stöd mot försök att återupprätta den gamla regimen och vissa tvisters avgörande med skiljedom, allt som inledning till ekonomiska avtal). Det stortyska partiets opposition mot fördraget föranledde ministärens avgång (26 januari 1922). Schober valdes åter till förbundskansler 27 januari, men fick ingen fast regeringsmajoritet och avgick definitivt 24 maj samma år, varvid han återtog sin post som polispresident.